# Zwarcie odległe
Zwarcie odległe – zwarcie, podczas którego prąd zwarcia ma charakter sinusoidalnie zmienny symetryczny o stałej amplitudzie.
Składowa okresowa prądu zwarciowego ma przebieg sinusoidalny niezmienny w czasie trwania zwarcia, jeżeli zwarcie zasilane jest ze źródła o teoretycznie nieograniczonej mocy zwarciowej np. z krajowego systemu elektroenergetycznego. W ten sposób w czasie trwania zwarcia nie zmienia się wartość skuteczna siły elektromotorycznej obwodu zwarciowego ani też wartość impedancji zwarciowej.
Do tej grupy zwarć należą głównie zwarcia w sieciach rozdzielczych zasilanych z sieci NN, oraz gdy suma reaktancji obliczona dla transformatorów i linii do miejsca zwarcia przekracza dwukrotnie reaktancję systemu zasilającego. Zwarcie zasilane przez jeden transformator może być przyjmowane jako odległe od generatorów, jeśli łączna impedancja transformatora {\displaystyle Z_{T}} i linii {\displaystyle Z_{L}} jest odpowiednio większa od impedancji sieci zasilającej {\displaystyle Z_{s}{:}}
{\displaystyle Z_{T}+Z_{L}>2Z_{s}.}
Zwarcia w pobliżu generatorów (zwarcia pobliskie) zdarzają się o wiele rzadziej niż zwarcia odległe powstające w pewnej odległości od źródeł wytwarzania.
Szacunkową miarą odległości miejsca zwarcia od zacisków generatora może być stosunek reaktancji podprzejściowej generatora {\displaystyle X_{d}^{''}} do reaktancji sieci zastępczej na drodze od generatora do miejsca zwarcia {\displaystyle X_{s},} czyli {\displaystyle X_{d}^{''}/X_{s}.}
Podczas zwarć odległych udział impedancji generatora w impedancji zwarciowej jest znikomo mały. To właśnie wpływa na wartość prądów zwarcia oraz ich przebiegi w czasie – czyli brak zanikania składowej okresowej. Im bardziej oddalone jest zwarcie od generatorów, tym udział impedancji sieci jest większy w wypadkowej impedancji zwarciowej. Impedancja sieci zastępczej wpływa także na stałą czasową zanikania składowej nieokresowej prądu zwarcia.
Ogólnie można powiedzieć, że wraz ze wzrostem odległości miejsca zwarcia od generatora składowa okresowa zanika coraz mniej intensywnie, zaś składowa nieokresowa zanika coraz bardziej intensywnie.